# Takefumi Toma
Takefumi Toma (當間 建文, Toma Takefumi) est un footballeur japonais né le 21 mars 1989 à Naha. Il évolue au poste de défenseur.

## Biographie
Takefumi Toma commence sa carrière professionnelle au Kashima Antlers. Il joue son premier match en championnat le 16 octobre 2010, lors d'une rencontre face au Shonan Bellmare.
Takefumi Toma n'arrive pas à s'imposer au Kashima Antlers, ne disputant que très peu de matchs. Il joue toutefois la finale de la Coupe du Japon le 1er janvier 2011, finale remportée 2-1 par son équipe face au Shimizu S-Pulse. Commençant la rencontre comme remplaçant, il entre sur le terrain à la 88e minute de jeu.
En 2012, Takefumi Toma rejoint le club du Tochigi SC, équipe évoluant en J-League 2.

## Palmarès
- Médaille d'or aux Jeux asiatiques de 2010 avec l'équipe du Japon
- Vainqueur de la Coupe du Japon en 2011 avec le Kashima Antlers